# Project Daedalus
Project Daedalus was een plan van een groep wetenschappers en ingenieurs van de British Interplanetary Society om vanaf de Aarde binnen een redelijke reistijd met een ruimteschip een nabije ster te bereiken. In de jaren 1970 werd een voorontwerp uitgewerkt van een ruimteschip dat voortgestuwd zou worden door middel van kernfusie. 

## Ontwerpeisen
Het ontwerp zou een ster in de omgeving van de Aarde moeten kunnen bereiken. De reis zou binnen een mensenleven volbracht moeten kunnen worden. Het ruimteschip zou op basis van technologie uit die tijd (ca. 1975) ontworpen worden, of met technologie waarvan redelijkerwijs kon worden verwacht dat die binnen een voorzienbare periode ter beschikking zou komen. 

## Technologie

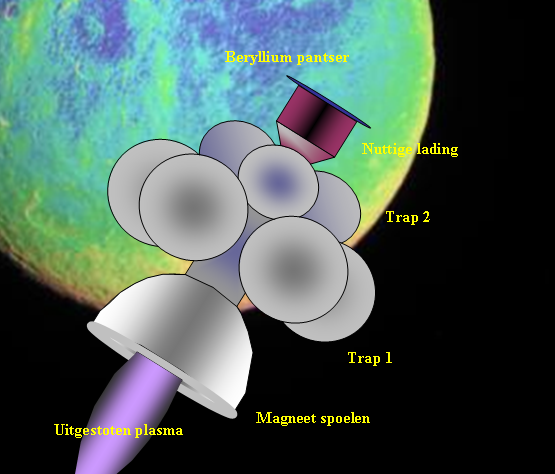
Daedalus-ruimtevaartuig

Het Daedalus-ruimteschip zou voortgestuwd worden door een reeks achtereenvolgende nucleaire explosies. Dit principe was eerder al uitgewerkt bij het Project Orion, waarbij kernsplijtingbommen achter het schip tot explosie zouden worden gebracht. Project Daedalus zou echter voortgestuwd worden door thermonucleaire explosies. 
Achter het schip zouden daartoe kleine bolletjes (pellets) gevuld met een mengsel van deuterium (D) en helium-3 (3He) tot explosie worden gebracht door ze te beschieten met elektronenbundels. Hierbij baseerde men zich op het kernfusieproces, dat ontstaat als de buitenzijde van een dergelijke "pellet" zeer plotseling tot extreem hoge temperatuur wordt verhit: de buitenmantel explodeert, waardoor de D - 3He mix tegelijk dicht opeen wordt gedrukt en de temperatuur enorm toeneemt (ordegrootte honderd miljoen graden). Als resultaat fuseren de D - 3He kernen, met een kleine kernexplosie als resultaat (deze methode om atoomkernen enige tijd bijeen te houden wordt traagheidsopsluiting (inertial confinement) genoemd). Op deze wijze zouden 250 pellets per seconde tot explosie worden gebracht.
Een krachtig magneetveld, op te wekken aan de achterzijde van het schip, zou het resulterende plasma naar achteren wegleiden van het schip, zodat door reactiekracht het schip voorwaarts zou versnellen. 
Het schip zou uit twee trappen bestaan.

## Veiligstellen van de baan
Botsinggevaar met ruimtestof en meteorieten kreeg voldoende aandacht. Een beryllium pantser zou het schip aan de voorzijde beschermen. Een in voorwaartse richting geprojecteerde deeltjesbundel zou grotere deeltjes verwijderen indien het doelgebied zou worden bereikt. 
Afremmen van het schip aan het eind van de reis was niet in het ontwerp meegenomen.

## Eigenschappen en prestaties
Het leeggewicht van het Daedalus-schip zou 4000 ton zijn. De massa van de benodigde brandstof zou 50000 ton zijn, waarvan 30000 ton helium-3 en 20000 ton deuterium. Omdat helium-3 nauwelijks natuurlijk voorkomt op de Aarde, bevatte het originele rapport het idee om het Daedalus-schip in een baan rond de maan Callisto van Jupiter te construeren. De atmosfeer van Jupiter bevat namelijk een grote hoeveelheid helium-3 die als brandstof gewonnen kan worden. De nuttige lading van het ruimteschip zou bestaan uit 500 ton wetenschappelijke apparatuur, waaronder een aantal robotsondes die autonoom onderzoek zouden kunnen doen. Tijdens de reis zou het schip een maximale snelheid van 12% van de lichtsnelheid bereiken. Het schip zou automatisch werkende reparatie-eenheden aan boord hebben.

## De reis
Men had als reisdoel de Ster van Barnard op het oog, op 5,9 lichtjaar afstand, omdat men in die tijd aannam dat die ster een planetenstelsel zou bezitten. Het reisdoel zou in ca. 50 jaar bereikt worden. De eerste trap zou het schip versnellen tot 7% van de lichtsnelheid. Daarna zou de tweede trap het schip op maximumsnelheid brengen, waarna de aandrijving afgeschakeld zou worden. De reis zou dan nog 46 jaar duren. Na 25 jaar zou het onderzoek van het doelgebied beginnen. De sondes zouden enkele jaren voor het einde van de reis worden uitgestoten. Voorzien van eigen voortstuwing zouden zij, langs eventuele planeten scherend, onderzoek doen en de gegevens naar de Aarde seinen.